# Jake McLaughlin
Jacob Adam "Jake" McLaughlin es un ex soldado y actor estadounidense nacido el 7 de octubre de 1982 en Paradise, California. Es conocido por interpretar a Gordon Bonner en In the Valley of Elah y a William Tate en Believe.

## Biografía
McLaughlin es hijo de John P. McLaughlin y Rebecca Kay De Victoria. Asistió a la Notre Dame School y a la Chico High School. Se mudó al sur de California y obtuvo el GED de la North Hollywood High. Se unió al Ejército de los Estados Unidos en 2002. Formó parte de la 3.ª División de Infantería. Su unidad fue una de los primeros en entrar en Bagdad. Sirvió en Irak durante cuatro años, pero fue herido de gravedad. Fue galardonado por sus esfuerzos. Apareció en la revista Soldier of Fortune y es mencionada en el libro Thunder Run de David Zucchino.
En 2004, se casó con Stephanie McLaughlin, con quien tiene cuatro hijos.

### Carrera
Después de dejar el ejército, McLaughlin trabajó en un barco en Oregón y como guardia de seguridad en Universal Studios, hasta que se enteró para la película de Paul Haggis In the Valley of Elah después de escuchar que Haggis estaba audicionando con veteranos reales para varias partes.
Ha aparecido en películas tales como The Day the Earth Stood Still, Cloverfield, Super 8 y Savages.
También apareció en un episodio de The Unit y CSI: Crime Scene Investigation. Su primer papel importante fue en Crash, adaptación de la película del mismo nombre protagonizada por Don Cheadle y Ryan Phillippe. Otros créditos en televisión incluyen participaciones en Héroes, Grey's Anatomy y El mentalista.
El 14 de febrero de 2013, Jake McLaughlin fue seleccionado para interpretar a Tate, en la serie de televisión Believe.

## Filmografía
| Cine        | Cine                           | Cine                    | Cine                     |
| Año         | Película                       | Rol                     | Notas                    |
| ----------- | ------------------------------ | ----------------------- | ------------------------ |
| 2007        | In the Valley of Elah          | Gordon Bonner           |                          |
| 2008        | Cloverfield                    | Piloto de helicóptero   |                          |
| 2008        | The Day the Earth Stood Still  | Soldado                 |                          |
| 2011        | Super 8                        | Merrit                  |                          |
| 2011        | Warrior                        | Mark Bradford           |                          |
| 2012        | Safe House                     | Miller                  |                          |
| 2012        | Savages                        | Doc                     |                          |
| 2014        | Pain                           | Inquisidor              |                          |
| 2015        | Black Dog, Red Dog             | Paul                    |                          |
| 2015        | Forever                        | Tom                     |                          |
| 2015        | Another Time                   | Adam                    |                          |
| 2020        | Home                           | Marvin                  |                          |
| Televisión  |                                |                         |                          |
| Año         | Título                         | Rol                     | Notas                    |
| 2007        | The Unit                       | Prison Guard            | 1 episodio               |
| 2007        | CSI: Crime Scene Investigation | Matt Bartley            | 1 episodio               |
| 2008        | Leverage                       | Cpl. Robert Perry       | 1 episodio               |
| 2008        | Criminal Minds                 | Oficial Tom Kayser      | 1 episodio               |
| 2008        | Héroes                         | Sligo                   | Episodio: Into Asylum    |
| 2008        | Criminal Minds                 | Oficial Tom Kayser      | 1 episodio               |
| 2009        | Chasing a Dream                | John Van Horn           | Película para televisión |
| 2009        | Cold Case                      | James Addison           | 2 episodios              |
| 2009        | Crash                          | Bo Olinville            | 13 episodios             |
| 2010        | NCIS: Los Angeles              | Keith Rush              | 1 episodio               |
| 2010        | Grey's Anatomy                 | Aaron Karev             | 1 episodio               |
| 2011        | The Mentalist                  | Rowdy Merriman          | 1 episodio               |
| 2011        | In Plain Sight                 | John Shears/John Stills | 1 episodio               |
| 2012        | CSI: Miami                     | Sam Laughlin            | 1 episodio               |
| 2014        | Believe                        | William Tate            | Elenco principal         |
| 2014        | Scorpion                       | James Corbin            | 1 episodio               |
| 2015 - 2018 | Quantico                       | Ryan Booth              | Elenco principal         |
| 2022        | Black Bird                     | Gary Hall               | 2 episodios              |
| 2023        | Will Trent                     | Michael Ormewood        | Elenco principal         |